# Horné Mýto
Horné Mýto (maďarsky Felsővámos, do roku 1907 Vámosfalu) je obec v okrese Dunajská Streda na jihozápadě Slovenska. Leží v severní části Žitného ostrova, části slovenské Podunajské nížiny. Území obce je na severu ohraničeno Malým Dunajem a protéká jim Klátovské rameno (pravostranný přítok Malého Dunaje, národní přírodní rezervace a evropsky významná lokalita v Soustavě Natura 2000).

## Historie
Místo je poprvé písemně zmíněno v roce 1268 jako Wamus (jiné prameny uvádějí Wamosfalw až v roce 1406) a svůj název získalo podle mýtné stanice, která stála u brodu přes Klátovské rameno. V roce 1683 byla obec obsazena Turky a celkem 104 obyvatel bylo zajato. V roce 1828 zde bylo 67 domů a 485 obyvatel. Do roku 1918 bylo území obce součástí Uherska. Na základě první vídeňské arbitráže bylo v letech 1938 až 1945 součástí Maďarska. V letech 1960 až 1990 bylo Horné Mýto součástí obce Trhové Mýto. Při sčítání lidu v roce 2011 žilo v Horném Mýtě 957 obyvatel, z toho 873 Maďarů, 62 Slováků a čtyři Češi; 18 obyvatel nepodalo žádné informace.